# Tampereen Palloilijat
Tampereen Palloilijat – fiński klub piłkarski z siedzibą w mieście Tampere.

## Osiągnięcia
- 3.miejsce mistrzostw Finlandii: 1923, 1927, 1962

## Historia
Klub założony został w 1921 roku. W 1961 roku klub debiutował w najwyższej lidze mistrzostw, a w 1973 po raz ostatni zagrał w niej, po czym spadł do drugiej ligi. Jednak w 1974 został rozwiązany.